# Kantuzzili 0
Kantuzzili (... – 1710 a.C. ?) è stato un sovrano ittita di esistenza incerta.
Figura completamente sconosciuta fino a pochi anni fa, si ritiene oggi che abbia governato agli albori dell'antico regno, nel XVIII secolo a.C.

## La lista delle offerte "C"
La decodificazione della tavoletta così chiamata, rimanda agli albori della genealogia ittita, più indietro di Hattušili I, primo sovrano di cui si conoscano le gesta in dettaglio, e di Labarna I, ritenuto convenzionalmente il fondatore dell'impero.
Lo scopo della tavoletta, scolpita verso la metà del XIII secolo a.C., cinquecento anni dopo, era di onorare la memoria dei sovrani e delle personalità di rilievo del regno, senza seguire una cronologia regale in senso stretto ma comunque un ordine di temporalità, all'interno del quale determinati simboli tramandano la regalità di un certo nominativo e la sua "importanza" nella memoria di chi l'ha redatta.
Il primo nome decifrato, forse il primo in assoluto riportato nella tavoletta, è quello di Huzziya 0, probabilmente il vero fondatore della dinastia di Hatti, che dovrebbe collocarsi alla metà del XVIII secolo. 
Seguono sei linee con tracce di nomi non identificabili e successivamente, prima di Labarna, Hattušili e Pimpira (tutti nomi noti che rimandano all'inizio dell'antico regno), nella linea immediatamente precedente a PU-Sarruma, troviamo chiaramente identificabile il nome di Kantuzzili, associato ad un simbolo di regalità, tanto da non lasciare molti dubbi sul fatto che si trattasse di un sovrano.

## Scoperta o errore?
Il nome Kantuzzili è un nome ben noto, tipico ittita, che ritorna anche nei secoli seguenti; ma di un sovrano di tale nome agli albori del regno non si aveva notizia.
È stato sostenuto che il Kantuzzili della Lista C fosse stato un sovrano sconosciuto dell'antico regno ittita, nonostante qualche storico ritenesse che il nome fosse stato inserito all'inizio della lista C per un errore commesso dagli scribi del periodo imperiale.
Seguendo quindi quanto riportato dalla Lista C, Kantuzzili sarebbe stato un re, probabilmente padre o suocero di PU-Sarruma per la posizione in cui si trovano scritti i due nomi. Oppure, in alternativa, suo nonno, dal momento che di fianco al nome di Kantuzzili sulla riga 17 della tavoletta C restano tracce di un altro nome proprio (forse la sua regina, più probabilmente, o un figlio che non avrebbe regnato).
Tuttavia, PU-Sarruma, nel medesimo testo, viene indicato come "figlio di Tudhaliya", dato che fa ipotizzare oggi che Kantuzzili sia stato il discendente della linea regale di Hatti, e quindi del clan di Huzziya 0, possibilmente il figlio, che avrebbe dato in sposa, secondo il costume Ittita antico, la propria figlia designata a divenire regina all'uomo prescelto come proprio successore, PU-Sarruma appunto, legittimandolo poi a regnare tramite adozione. 
Pertanto l'ipotesi più accreditata è che PU-Sarruma fosse figlio naturale di Tudhaliya di Kuššara, personaggio appartenente al clan nesita egemone nell'area, regnante su Kanesh e Kuššara (forse fratello o cugino del re Anitta, vista l'alta carica occupata), e che fosse divenuto genero del re ittita Kantuzzili sposandone la figlia e divenendone erede per adozione.
Va tuttavia ricordato che solo pochi anni prima proprio Anitta di Kanesh aveva azzerato la linea dinastica del clan regnante su Hatti, conquistando la città e deportandone il re Piyusti; è pertanto assai probabile che la nuova linea dinastica di Hatti, iniziata con Huzziya 0, fosse già imparentata (o comunque fosse stata prescelta) con la casa reale Nesita, e che pertanto il matrimonio tra rampolli delle due casate (PU-Sarruma e la figlia di Kantuzzili) fosse solo un ulteriore suggello allo stretto legame.
Un'alternativa possibile è che il nome illeggibile sulla riga 17 sia proprio quello di Tudhaliya di Kuššara, che pertanto potrebbe esser stato il figlio di Kantuzzili (e il padre di PU-Sarruma), senza essere mai divenuto re.
Stante il breve arco di tempo intercorrente tra la conquista di Hattusa da parte di Anitta (1730) e l'ascesa al trono ittita del primo sovrano di cui si abbiano i testi delle "gesta" (Hattusili I, 1650), e conoscendo con certezza alcuni sovrani che abbiano regnato tra questi eventi (Huzziya 0, Kantuzzili, PU-Sarruma e Labarna), è plausibile ipotizzare che Kantuzzili 0 segua sul trono Huzziya 0, e che ne fosse il figlio.